# Andrena limonii
Andrena limonii är en biart som beskrevs av Osytshnjuk 1983. Andrena limonii ingår i släktet sandbin, och familjen grävbin. Inga underarter finns listade i Catalogue of Life.